# Malenovice
Malenovice är en ort i Tjeckien. Den ligger i den östra delen av landet, 290 km öster om huvudstaden Prag. Malenovice ligger 532 meter över havet och antalet invånare är 413.
Terrängen runt Malenovice är kuperad åt sydost, men åt nordväst är den platt. Runt Malenovice är det ganska glesbefolkat, med 30 invånare per kvadratkilometer. Närmaste större samhälle är Frýdek-Místek, 12,3 km norr om Malenovice. I omgivningarna runt Malenovice växer i huvudsak blandskog.